# Catedral de Nossa Senhora da Graça (São Tomé)

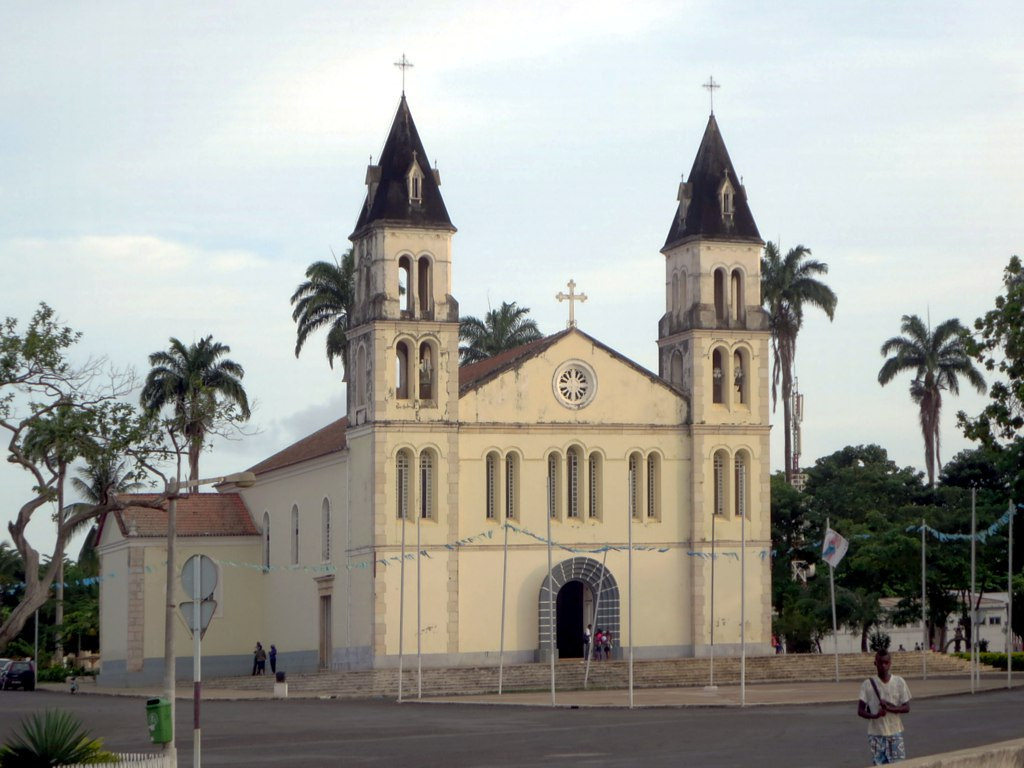
Catedral de Nossa Senhora da Graça São Tomé.

Die Catedral de Nossa Senhora da Graça ist eine Kirche in der Stadt São Tomé, der Hauptstadt des afrikanischen Inselstaates São Tomé und Príncipe. Es ist die Kathedrale der römisch-katholischen Diözese São Tomé und Príncipe. Sie steht am Praça do Povo (Platz des Volkes) im Zentrum der Stadt, in der Nähe des Palácio Presidencial de São Tomé e Príncipe (Präsidentenpalast).

## Geschichte

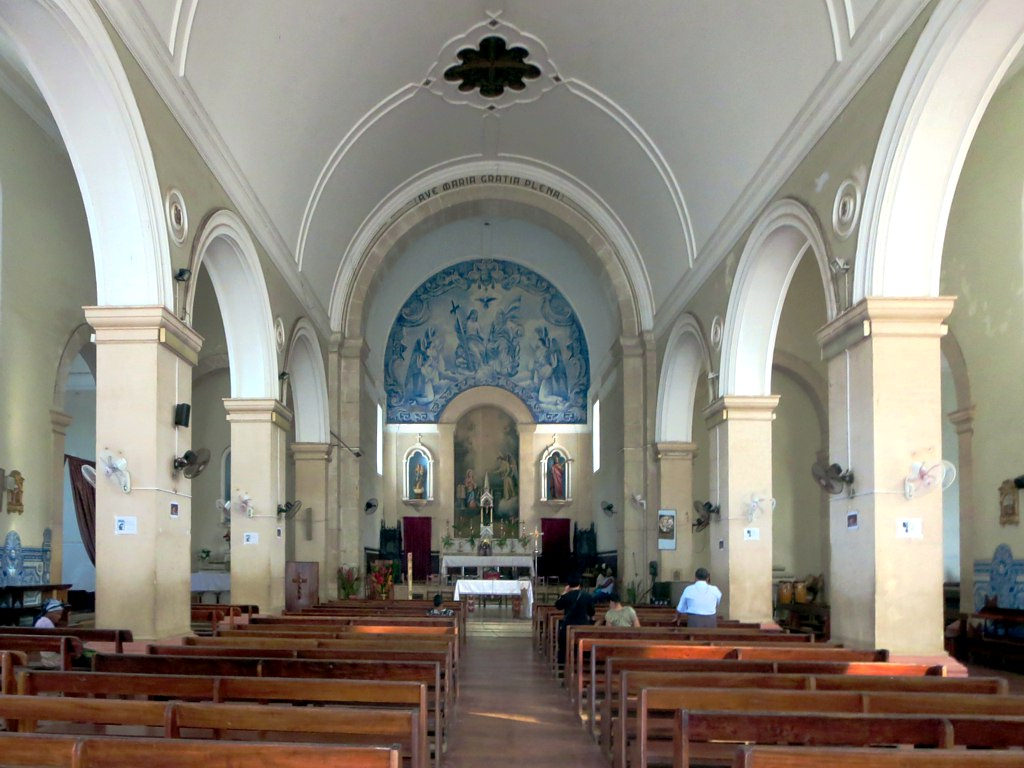
Innenansicht.

Die erste Kirche an der Stelle wurde Ende des 15. Jahrhunderts unter Álvaro de Caminha errichtet. 1534 wurde sie zur Diözesankirche erhoben. Zwischen 1576 und 1578, während der Herrschaft von König Sebastian, wurde das Gebäude erstmals erneuert. Doch 1784 war es wieder in schlechtem Zustand und der Frontgiebel gebrochen. 1814 wurde die Kirche auf Initiative der Anwohner erneuert. Die letzte Modifikation wurde 1956 gemacht, als vor allem die Hauptfassade der Kirche in einem eklektischen neuromanischen Stil umgestaltet wurde.

## Architektur
Die dreischiffige Basilika ist ein imposantes Bauwerk. Am Giebel wird die Kirche durch zwei Glockentürme flankiert. Das Kirchenschiff wird durch zwei Reihen von Pfeilern gestützt. An der Südostecke ist eine große Sakristei angebaut. Die Ausstattung der Kirche ist recht schlicht. Im Frontgiebel sind im Obergeschoss vier doppelte Bogenfenster und eine Mittelgruppe aus drei Fenstern angebracht und in der Giebelspitze eine Rosette angebracht. Das Portal ist mit dunklem Stein abgesetzt.
Innen ist die Kirche eher sparsam dekoriert. Der Altarraum zeigt in einer Darstellung aus blau-weißen Fliesen (Azulejos) verschiedene Heilige.